# Astyanax laticeps
Astyanax laticeps är en fiskart som först beskrevs av Cope, 1894.  Astyanax laticeps ingår i släktet Astyanax och familjen Characidae. Inga underarter finns listade.